# Со-Хај (Аризона)
Со-Хај (енгл. So-Hi) насељено је место без административног статуса у америчкој савезној држави Аризона.

## Демографија
По попису из 2010. године број становника је 477.
| Група             | 2000.    | 2010.       |
| Белци             | 0 (0,0%) | 405 (84,9%) |
| Афроамериканци    | 0 (0,0%) | 3 (0,6%)    |
| Азијати           | 0 (0,0%) | 6 (1,3%)    |
| Хиспаноамериканци | 0 (0,0%) | 56 (11,7%)  |
| Укупно            | 0        | 477         |